# 미니문두스

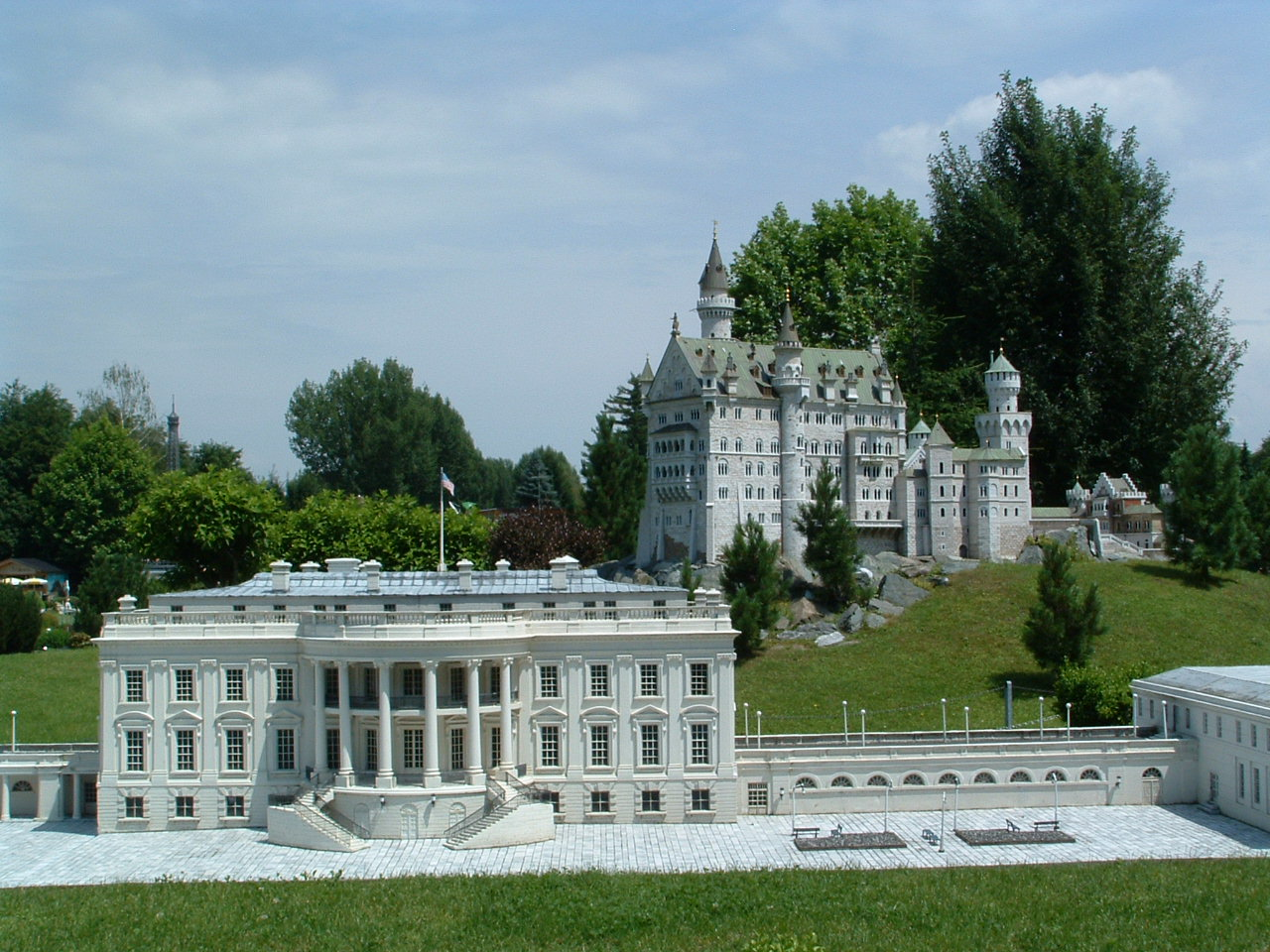
백악관, 노이슈반슈타인 성 모형

미니문두스(Minimundus)는 오스트리아 클라겐푸르트에 위치한 미니어처 테마파크이다. 1959년 문을 열었다.

## 같이 보기
- 마두로담
- 미니 유럽
- 세계지창